# Sillano Giuncugnano
Sillano Giuncugnano ist eine italienische Gemeinde in der Provinz Lucca, Region Toskana mit 1001 Einwohnern (Stand 31. Dezember 2023).

## Geografie

Lage von Sillano Giuncugnano in der Provinz Lucca

Der Ort liegt etwa 45 km nördlich der Provinzhauptstadt Lucca und rund 91 km nordwestlich der Regionalhauptstadt Florenz. Die Gemeinde liegt in der Landschaft der Garfagnana und am Oberlauf des Flusses Serchio (Hauptarm Serchio di Sillano).
Die Nachbargemeinden sind Casola in Lunigiana (MS), Collagna (RE), Fivizzano (MS), Ligonchio (RE), Minucciano, Piazza al Serchio, San Romano in Garfagnana, Villa Collemandina und Villa Minozzo (RE).

## Geschichte
Die Gemeinde entstand am 1. Januar 2015 durch die Zusammenlegung der vorher selbständigen Gemeinden Sillano mit 660 Einwohnern und Giuncugnano mit 481 Einwohnern (Stand jeweils 31. Dezember 2013). In dem Referendum vom 26. und 27. Oktober stimmten in Sillano 65,27 % (52,92 % Wahlbeteiligung) für den Zusammenschluss, in Giuncugnano 64,18 % (49,63 % Wahlbeteiligung). Das Gesetz zur Fusion der beiden Gemeinden ist das Legge Regionale n.71 vom 24. November 2014. Das Rathaus befindet sich in Sillano.

## Sehenswürdigkeiten
- Maria Vergine del Buon Consiglio, Kirche in Capanne. Entstand 1778.[4]
- Santi Ippolito e Cassiano, Kirche in Dalli Sopra, wurde von Papst Bonifatius VIII. in einem Schriftstück am Ende des 13. Jahrhunderts erwähnt.[5]
- San Michele Arcangelo, Kirche in Dalli Sotto, frühes 19. Jahrhundert.[6]
- Sant’Andrea, Kirche in Magliano, 12. Jahrhundert.[7]
- San Bartolomeo, Kirche in Metello, seit 1864 Parochialkirche.[8]
- Sant’Antonio Abate, Kirche in Ponteccio.
- Natività di Maria, auch Madonna del Perduto Soccorso genannt, Kirche in Rocca Soraggio. War bis 1758 dem San Martino geweiht und verlor dann den Titel an die Kirche in Villa Soraggio.[9]
- San Bartolomeo, Kirche in Sillano, die 1405 entstand.[10]
- Chiesa del Carmine, Kirche in Sillano, um 1580 entstanden.[7]
- Madonna di Caravaggio, auch Oratorio della Vergine del Ponte genannt, Oratorium aus dem frühen 18. Jahrhundert kurz außerhalb von Sillano am Fluss Serchio di Sillano.[11]
- Sant’Antonino Martire, Kirche in Varliano. Das über dem Portal angegebene Jahr 1757 zeigt das Datum der Restaurierung an.[7]
- San Martino, Kirche in Villa Soraggio, die 1773 entstand.[12]